# 小索洛涅
47°37′11″N 31°36′16″E / 47.61972°N 31.60444°E
小索洛涅（烏克蘭語：Малосолоне），是烏克蘭的村落，位於該國南部尼古拉耶夫州，由沃茲涅先斯克區負責管轄，面積0.86平方公里，海拔高度103米，2001年人口398，人口密度每平方公里462.8人。